# Karl August Wittich
Karl August Wittich (* 11. Juni 1789 in Kaukehmen; † 6. Dezember 1860 in Bonn) war ein preußischer Generalmajor. 

## Leben

### Herkunft und Familie
Karl August war der Sohn des in Heydekrug geborenen  Predigers in Kaukehmen Hermann Christian David Wittich (1751–1824) und der Charlotte Katharina, geb. Rehsa (1759–1840). In Heydekrug hatte bereits 1741 der Posthalter Johann Friedrich Wittich die Justina Barbara, geb. Langanke (1714–1767), geheiratet, die nachmals mit Joachim Stengel verheiratet war. Das Geschlecht der Wittich war auch schon früher im nachmaligen Kreis Heydekrug bekannt. So zog der aus Königsberg stammende Pfarrer Wilhelm Wittich 1709 von Windenburg nach Kinten, als Kirchspiel Nachfolger der Kirche von Windenburg, die im Kurischen Haff untergegangen war, wo er 1718 verstarb.
Karl August Wittich vermählte sich 1832 in Koblenz mit Friederike Philippine Storch (1809–1864), Tochter des Pfarrers in Gödenroth Georg Heinrich Ludwig Storch.

### Werdegang
Wittich besuchte von 1801 bis 1806 das Gymnasium in Tilsit und von 1806 bis 1808 die Universität Königsberg, um Kameralistik und Theologie zu studieren. Er begann seine Laufbahn in der preußischen Armee im Jahr 1809 als Kanonier in der Ostpreußischen Artilleriebrigade, avancierte 1810 nacheinander zum Portepeefähnrich und Sekondeleutnant, ist aber 1812 aus dem aktiven Dienst ausgeschieden. Darauf ging er mit seinem Bruder Friedrich Wilhelm zu Fuß nach Italien und hielt sich „mit allerhöchster Bewilligung“ bis 1814 im Königreich Neapel auf. Der Bruder verfasste während dieser Zeit ein kleines Werk mit dem Titel „Einige Briefe zur Seeräuberei der Barbaresken“.
Im Jahr 1815 wurde er in der Festung Mainz als Premierleutnant in der 1. Artilleriebrigade wieder angestellt und nahm an den Befreiungskriegen, insbesondere der Belagerung von Longwy teil. 1816 stieg er zum Kapitän und Kompaniechef in der 7. Artilleriebrigade auf. Ab dem Jahr 1824 war er Mitglied der Artillerie-Prüfungskommission und 1825 zudem Adjutant der 3. Artilleriebrigade. Als Artillerieoffizier vom Platz diente er 1827 in Köln und erhielt 1830 seine Beförderung zum Major. Seit 1831 war er Abteilungskommandeur in der 8. Artilleriebrigade, avancierte 1840 zum Oberstleutnant und wurde 1842 mit dem Rang eines Brigadiers Direktor der Vereinigten Artillerie- und Ingenieurschule. Gleichzeitig wurde ihm die Funktion des Präses der Allgemeinen Betriebsverwaltung des Feuerwehrlaboratoriums in Spandau aufgetragen. Ebenfalls war er Mitglied der Examinationskommission für Premierleutnants der Artillerie. Wittich wurde 1842 Assessor der Ober-Militär-Examinationskommission, erhielt 1843 den Roten Adlerorden IV. Klasse und seine Beförderung zum Oberst.
Wittich bekam 1852 den Roten Adlerorden II. Klasse mit Eichenlaub verliehen und wurde mit dem Charakters als Generalmajor mit Pension verabschiedet.